# چیتا ریورا
چیتا ریورا (انگلیسی: Chita Rivera؛ ۲۳ ژانویهٔ ۱۹۳۳ – ۳۰ ژانویهٔ ۲۰۲۴) یک هنرپیشه اهل ایالات متحده آمریکا بود. وی بین سال‌های ۱۹۵۰ تا ۲۰۲۳ میلادی مشغول فعالیت بوده‌است.
چیتا ریورا در ۳۰ ژانویه ۲۰۲۴ پس از یک دوره کوتاه بیماری در سن ۹۱ سالگی درگذشت.
از فیلم‌های وی می‌توان به سوئیت چریتی اشاره کرد.